# Ligne de Berlin à Stralsund
La ligne de Berlin à Stralsund (en allemand : Bahnstrecke Berlin-Stralsund), ou plus communément ligne nordique (en allemand : Berliner Nordbahn), est l'une des grandes artères ferroviaires en partance de Berlin vers la mer Baltique au nord. Elle relie la gare de Berlin-Eberswalder Straße (autrefois appelée gare du Nord) à la gare Stralsund en passant par Oranienbourg, Neustrelitz, Neubrandenbourg et Demmin. D'une longueur de 223 km, elle est exploitée par la Deutsche Bahn et porte le n° de voie 6088.
À partir d'Oranienburg (au point kilométrique 27), la ligne 1 du S-Bahn de Berlin circule vers le sud.

## Historique
Alors que la Berliner Nord-Eisenbahn-Gesellschaft avait planifié la construction de la ligne entre 1843 et 1870, elle n'a pas mené le projet à bien et a fait faillite en 1875. C'est finalement la Niederschlesisch-Märkische Eisenbahn, après avoir terminé la ligne de Berlin à Wrocław, qui reprend le projet. Le tronçon de Berlin à Neubrandenbourg de 134 km est mis en service le 10 juillet 1877, celui de Neubrandebourg à Demmin de 42 km le 1er décembre 1877 et celui de Demmin à Stralsund le 1er janvier 1878.